# 포욱 (수호전)

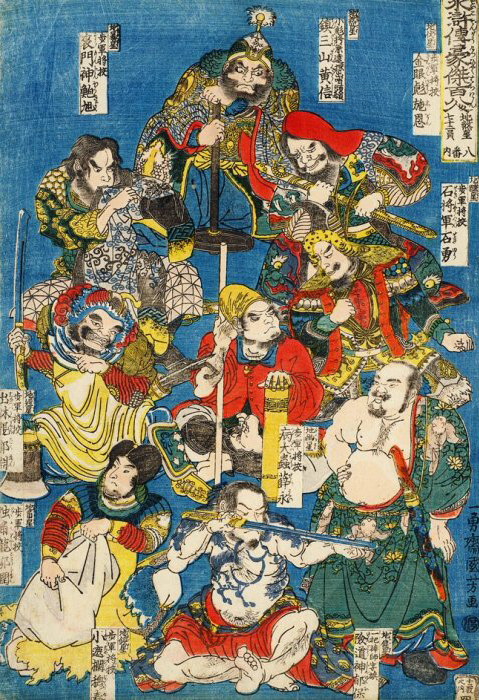

포욱(鮑旭)은 중국의 사대기서(四大奇書) 중 하나인 《수호전》(水滸傳)에 등장하는 인물로, 108성 중 60위이자 지살성(地煞星)의 지폭성(地暴星)에 해당한다. 별호는 상문신(喪門神)으로 상문신이란 민간전승 속 악신을 말하며 죽이기를 좋아하는 포욱의 성격에 부합한다. 그 용모는 흉악하고 못생긴 크고 둥근 얼굴로 설명되어 있다. 살인을 좋아하는 성격 때문인지 이규와는 만났을 때부터 곧바로 의기투합하고 전장에서는 돌격하기 쉬운 이규를 억누르는 부관적 역할을 한다. 사용하는 무기는 활검·대활판도(넓은 검·대활판도). 또한 도보이면서도 말을 탄 적을 물리치는 기량을 지녔다. 이규, 항충, 이곤의 4인조로 전장을 가면 천 명의 군사도 쫓아갈 기세였다.

## 생애
고수산에서 산적질을 하다가 산채로 찾아온 초정과 양산박의 흑선풍 이규와 만난 포욱은 금세 의기투합했다. 셋이서 흥청거리고 있는 중에 관군 한 부대가 고수산 기슭을 지나가고 있다는 소식을 듣고 포욱은 토벌대인가 하고 얼른 하산하여 관군을 치러 간다. 포욱의 무리들이 한바탕 날뛰자 관군은 죄인을 호송하는 함거를 남기고 달아났고, 그 함거를 들여다보니 안에 있는 사람은 양산박의 선찬과 학사문이었다. 이야기를 듣자 두 사람은 능주성 공략 중 위정국 등에게 생포되어 수도 개봉으로 호송되고 있었는데 포욱 등이 우연히 그것을 덮쳐 구해냈다는 것이다. 양산박에 입산하기 전에 뭔가 간단한 선물을 가지고 가자는 말에 포욱 등 일행은 곧바로 고수산의 병력을 이끌고 능주성으로 쳐들어갔다. 도착하니 양산박군은 선정규를 잡고 있었고, 능주성 안에는 위정국만이 남아있을 뿐이었다. 이에 포욱 등은 방어가 허술한 북문으로 쳐들어가서 약탈 방화를 자행하여 성안을 혼란에 빠뜨렸다. 허를 찔린 위정국은 중릉현까지 도망친 뒤 동료인 선정규에게 설득되어 투항하였고, 이 공을 가지고 포욱은 양산박에 입산하였다.
108명이 양산박에 모인 후 보병군 장교로 임명되었고 전장에서는 이규, 포욱이 적병을 베어내고 항충, 이곤이 단패로 방어와 후위를 맡는 전법으로 전장을 종횡무진 날뛰었다. 자신의 목숨도 돌보지 않는 귀신 같은 기백을 지닌 4인방은 임충 등 송나라 최고 영웅들이 이끄는 기병부대 못지않은 활약을 펼쳤다.
포욱의 최후전은 항주성 전투로, 기병에만 의존하는 송강의 전투방식에 보병 장교로서 납득이 가지 않았던 포욱은 이규 등과 의논하여 방랍군 제일의 맹장 석보를 보병군에서 토벌하기로 결정한다. 이리하여 포욱들은 항주성 북문에 있는 석보와 격돌하게 되었다. 보병군은 방랍군의 적진을 너무 파고들어 일단 퇴각하려 하지만 포욱은 기세에 맡기고 그대로 성안으로 돌격한다. 하지만 성문 뒤에 숨어 있던 석보에게 포욱은 두 동강이 난다. 포욱의 전사 후 절친한 친구인 이규는 남의 눈에 비춰져도 거리낌 없이 울었다.